# Serre de Bec
Le serre de Bec est une montagne située dans le massif des Corbières sur la commune de Saint-Just-et-le-Bézu dans le département de l'Aude. Il culmine à 1 037 m d'altitude.